# مخطط التحول الحراري الزمني
مخطط التحول الحراري الزمني (بالإنجليزية:  TTT أو Time Temperature Transformation)‏ هو تحول بنية الحديد الداخلية خلال عمليات حرارية تتم خلال أزمنة مختلفة. من تلك العمليات التي تستخدم كثيرا تسقية الفولاذ. ويتم تعيين منحنى التحول الحراري الزمني لعينة بترويتها وتبريدها سريعا وقياسها في جهاز قياس التمدد dilatometer .
كما يمكن استخدام أجهزة أخرى للقياس مثل قياس المقاومة الكهربائية أو التغير الدينامي للحرارة النوعية.
يفرق بين المنحنى الذي يتم خلال درجة حرارة ثابتة وبين منحنى التحول الحراري الزمني TTT. وبالنسبة على تعيين منحنى التحول الحراري الزمني نحتاج عادة إلى بعض المعلومات الإضافية عن العينة، مثل نوع العينة ووتركيبها الكيميائي، وبنهيتها الأولية، وما تم عليها سابقا من عمليات تحول حراري زمني أو صلادتها.

## تعيين منحنى التحول الحراري الزمني
بتم تعيين التحول وتغير صفات فيزيائية خلال المعاملة الحرارية لعينة عن طريق قياس طولها مثلا، من بدء العملية إلى نهايتها. وترسم نتائج القراءات التي تم قياسها خلال عملية حرارية متغيرة في رسم بياني يبين تغير درجة الحرارة وزمن تغيير درجة الحرارة. وفي الغالب يُرسم الزمن في الرسم البياني بقيم لوغاريتمية.

## منحنى TTT عند ثبات درجة الحرارة

رسم بياني للتحول الحراري الزمني عند درجة حرارة ثابتة. وهو يبين التحول بالحرارة من الحالة B إلى الحالة A. ويبين الخط الأحمر معدل رفع درجة الحرارة مع الزمن ثم بقائها ثابتة. في مرحلة التحول (أبيض) يوجد مخلوط من الحالتين.

بعد تسقية الفولاذ ترفع درجة حرارة العينة على درجة الحرارة المرغوبة وتبقى درجة الحرارة ثابتة لفترة حتي تتم عمليات التحول بالكامل؛ ويمكن تعيين ذلك بقياس تغير طول العينة.
يبين الخط الأحمر تغير درجة الحرارة حيث تسخّن العينية تدريجيا خلال 1 ثانية، ثم تثبيت درجة الحرارة. يبدأ تحول البنية الداخلية في العينة من الحالة B ويصل مقدار التحول 1% إلى الحالة A . ومع استمرار الحرارة الثابتة يصل مقدار التحول 50% بعد نحو 10 ثوان حيث يتواجد في العينة خليط من الحالتين B و A ، ومع الاستمرار في ثبات درجة الحرارة يتم تحول الحالة B إلى الحالة A بنسبة 100% بعد نحو 80 ثانية. المحور الأفقي يبين الزمن بالثانية في تقسيم لوغاريتمي.

## منحني TTT المستمر
بعد إتمام عملية تحول عينة الحديد إلى أوستنيت يمكن تبريدها إلى درجة حرارة الغرفة بسرعات مختلفة. وتدوّن النقاط التي
يحدث فيها تحول للمادة. كما تدون صلادة المادة عند نقاط التحول
كل من الرسمين البيانيين (الرسم البياني عند التسخين والرسم البياني عند التبريد) يدرسان على حدة.

## منحنيات مشابهة
كذلك يوجد ما يسمى «منحنى اللحام الحراري الزمني» الذي يصف سلوك عملية اللحام، و«منحنى تحول الأستنيت الحراري الزمني», الذي يصف تحول بنية فولاذ ذو تركيبة كيميائية معينة وبنية بلورية معينة. تعين منحنيات التحول الحراري الزمني للأنواع المهمة من الفولاذ بغرض إنتاج حالات مرغوبة للأوستنيت ذو حبيبات صغيرة.
يقاس طول العينة عند درجات الحرارة التي يحدث فيها تحول للعينة بواسطة جهز قياس الطول. وتعين الأطوار الموجودة في العينة عند درجات حرارة التحول لمتابعة مشاهدة تغير أحجام الحبيبات بواسطة مجهر.

## عملية التحول عند درجة حرارة ثابتة

منحنيان تحول حراري زمني لنوعين من الفولاذ: فولاذ ذو 0.4% كربون (وزنا) (الخط الأحمر) وفولاذ ذو 0.4% كربون و2% منجنيز (المنحنى الأخضر). P = pearlite,و B = bainite و M = martensite.

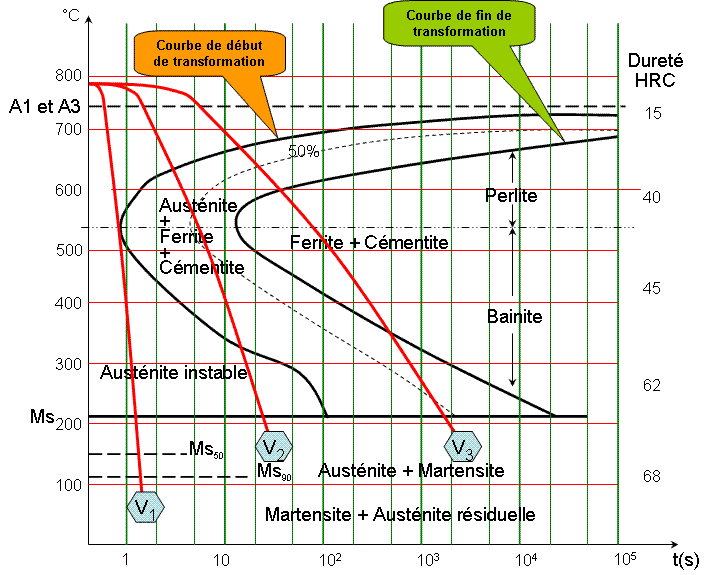
مخطط درجة الحرارة والزمن ؛ معاملات التحول.

يسمى منحنى التحول أحيانا «منحنى سي» C-curve وهو يصف الخواص الميكانيكية والبنية الصغرية والمعاملة الحرارية لسبائك الحديد المحتوية على الكربون. تحول الأوستنيت إلى مخلوط سمنتيت وفريت يتم بتحول انتشاري يمكن وصفه «بمنحنى سيغمويدال»: فمثلا يبدأ تحول البرليت عند (Ps) على المنحني. وينتهي التحول عند Pf. ويحتاج تكون الحبيبات في المادة لفترة زمنية. يزداد معدل تكوّن الحبيبات ويقل معدل نمو الحبيبات بانخفاض درجة الحرارة ويصل أقصاه عند «أنف» المنحنى. ولذك يؤدي معدل الانتشار المنخفض (بسبب انخفاض درجة الحرارة) إلى زيادة القوة الدافعة الناتجة عن اختلاف الطاقة الحرة. وتكون نتيجة تحول المكونات الحبيبية وتكوّن برليت وباينيت عند درجات حرارة عالية، وتكوّن باينيت عند درجات حرارة منخفضة  .
ينتج الاوستنيت عندما يطش في حمام تبريد تحت درجة اليوتيكتويد. وإذا سمح له بوقت أطول فهو يكوّن بنية حبيبية مستقرة من فريت وسمنتيت. ويتكوّن برليت ذو حبيبات كبيرة عندما تنتشر الذرات سريعا وتتبلور. وينتهي هذا التحول عند (Pf) حيث يكتمل تكوّن البرليت.
ولكن عند البريد السريعي تكوّن مارتنسيت أو باينيت بدلا من البرليت. ويحدث ذلك عندما يتقاطع منحنى التبريد مع نقطة بدء تكوّن المارتنسيت أو مع نقطة بدأ تكوّن الباينيت قبل تقاطعه مع منحنى Ps  . تحول المارتنسيت هو تحول لا انتشاري يتم بالفص ويتمثل في الخط المستوي الذي يمثل درجة حرارة بدء المارتنسيت.